# Рендине, Серджо
Се́джо Ренди́не (итал. Sergio Rendine; 7 сентября 1954, Неаполь, Италия — 21 апреля 2023, Пескара) — итальянский композитор.

## Биография
Родился 7 сентября 1954 года в Неаполе. Обучался композиции у Доменико Гваччеро в консерватории Святой Цецилии в Риме и хоровому искусству у Джузеппе Агостини в консерватории имени Джоаккино Россини в Пезаро. Сам преподавал в консерватории Л’Акуилы. В 1994—1999 годах был советником руководства Национальной академии Святой Цецилии. В 1995—2000 годах служил комиссаром SIAE в оперном отделении, был президентом и членом технической комиссии SIAE в оперном отделении. Также служил художественным руководителем в 1997—2007 годах театра Марручино в Кьети, а до того в 1988—1991 годах Штутгартского фестиваля современной музыки. Руководил Сицилийским симфоническим оркестром и оперным сезоном в театре Традицьоне в Лечче.
Рендине выработал собственный музыкальный язык, основанный на формах и приёмах итальянской классической музыкальной традиции и постоянном эксперименте. Он — один из самых востребованных итальянских композиторов в мире. Часто получает заказы на создание сочинений от различных оперных театров, в том числе и от Большого театра в Москве, и культурных организаций. Автор опер «Важная тайна» (1992), «Романца» (2002) и многих других произведений вокальной, инструментальной, камерной, сакральной музыки и радио-музыки.
Скончался 21 апреля 2023 года.

## Аудиозаписи
- Sergio Rendine. Simfonia №2 «Andorrana» (2007) — Серджо Рендини. Симфония №2 «Андоррская» (2007). Национальный классический оркестр Андорры под руководством Марио Конти.